# Такахама (посёлок)
Такахама (яп. 高浜町 Такахама-тё:) — посёлок в Японии, находящийся в уезде Ои префектуры Фукуи. Площадь посёлка составляет 72,20 км², население — 10 613 человек (1 июля 2014), плотность населения — 146,99 чел./км².

## Географическое положение
Посёлок расположен на острове Хонсю в префектуре Фукуи региона Тюбу. С ним граничат города Аябе, Майдзуру и посёлок Ои.

## Население
Население посёлка составляет 10 613 человек (1 июля 2014), а плотность — 146,99 чел./км². Изменение численности населения с 1980 по 2005 годы:
| 1980 | 11 818 чел. |  |
| 1985 | 12 310 чел. |  |
| 1990 | 12 425 чел. |  |
| 1995 | 12 201 чел. |  |
| 2000 | 12 119 чел. |  |
| 2005 | 11 630 чел. |  |

## Символика
Деревом посёлка считается эвкоммия, цветком — Rosa rugosa.